# Distrikt Carhuamayo
Der Distrikt Carhuamayo liegt in der Provinz Junín in der Region Junín in Zentral-Peru. Der Distrikt hat eine Fläche von 205 km². Beim Zensus 2017 wurden 6638 Einwohner gezählt. Im Jahr 1993 lag die Einwohnerzahl bei 9072, im Jahr 2007 bei 8386. Sitz der Distriktverwaltung ist die auf einer Höhe von 4146 m nahe dem Nordostufer des Junín-Sees gelegene Kleinstadt Carhuamayo mit 6347 Einwohnern (Stand 2017). Carhuamayo liegt knapp 30 km nördlich der Provinzhauptstadt Junín.

## Geographische Lage
Der Distrikt Carhuamayo liegt im zentralen Norden der Provinz Junín. Der Distrikt liegt im Andenhochland an der Westflanke der peruanischen Zentralkordillere am Nordostufer des Junín-Sees. See und Seeufer liegen innerhalb des Nationalreservates Junín.
Der Distrikt Carhuamayo grenzt im Nordwesten an den Distrikt Ninacaca, im Nordosten an den Distrikt Paucartambo (beide in der Provinz Pasco, Region Pasco) sowie im Südosten an die Distrikte Ulcumayo und Junín.